# Batalla de la Riccardina
La batalla de la Riccardina o de la Molinella tuvo lugar el 25 de julio de 1467 durante el asedio de la localidad de Molinella por los boloñeses. Fue una de las principales batallas desarrolladas en tierras italianas en el siglo XV.
De un lado estaban 14 000 infantes y caballeros, comandados por Bartolomeo Colleoni, que en esta ocasión servía, no a los intereses venecianos, sino que se había coaligado con Borso d'Este, duque de Ferrara, y con los señores de Pésaro, Forlì y algunas de las familias emergentes de Florencia.
Del otro lado estaba un ejército de unos 13 000 hombres reunidos por Pedro de Cosme de Médici, aliado con Galeazo María Sforza, duque de Milán, Giovanni II Bentivoglio, señor de Bolonia y, finalmente, el rey de Nápoles Ferrante I. Comandaba las tropas Federico da Montefeltro.
La batalla no tuvo un vencedor claro. Es famosa por el empleo masivo por primera vez de las armas de fuego y de la artillería.
Un gran fresco, hoy en día bastante deteriorado, se encuentra en el patio del castillo de Malpaga, en Cavernago, provincia de Bérgamo, atribuido a Romanino.